# 爆裂機甲天使クロスレンジャー
『爆裂機甲天使クロスレンジャー』（ばくれつきこうてんしクロスレンジャー）は、松沢夏樹による日本の漫画作品。『月刊少年ガンガン』（エニックス（現・スクウェア・エニックス））2000年12月号から2001年11月号まで連載された。単行本は全2巻（全12話）。コミック第2巻には、短編作品『美少女ファイターみみかちゃん』・『カレーの戦士ターバン』・『ルシファードール』も併せて収録されている。
当項目ではコミック第2巻に収録された短編作品についても記載する。

## 概要
松沢夏樹の『突撃!パッパラ隊』の後釜となる作品。スーパー戦隊シリーズをモデルとした内容で、キャラクターも5名が5色のスーツを纏って悪を懲らしめるという設定である。前作が『月刊少年ガンガン』創刊から9年間続いたのに対し、僅か1年で連載終了となってしまった。その背景にエニックスお家騒動の最中で、当時新人漫画家による新連載発表が相次ぎ、既存の作品の打ち切りが続発した中での終了で、最終回は如何にも打ち切り的なストーリーのまとめ方であった。また前作同様、作者自身もスイカ頭のカレー好きとして登場する。他にも『突撃!パッパラ隊』のキャラクターの一部がスター・システムとして登場したりしている。また『突撃!パッパラ隊』同様松沢らしいギャグやパロディが満載されている。

## クロスレンジャースーツの特徴
前述の通りスーパー戦隊シリーズをモデルとしたものであり、赤・緑・青・黄・桃の5色のスーツをそれぞれ纏っており、名称は「●●エンジェル」と称している。顔を覆うマスクは本来のスーパー戦隊では全面を覆っているが、顔の下半分（口の部分）は露出している。また各人とも髪の毛の端部が露出している。「天使」という概念から背中には天使の羽がつけられており、翼を広げることで空を飛ぶことも出来る。変身の際には独自のブレスレットを纏い「クロスチェンジ」と叫ぶことで変身するが、光って一瞬に変身するのではなく、試着室のようなボックスが現れてその中にスーツが用意され、そこで着替える。初回に開発者・天堂天晴がクロスレンジャースーツの性能を東武東上線と比較して凄いものであると言うことをPRした。
このスーツは天晴が「売るために」作ったと第1話から公言していたが、第8話にて極めて強引な方法で買い手がつき、5着セット50億円で売却された。
Tipe-Xスーツ（タイプエックス）
第8話から登場。売られたスーツの代わりに天晴が渡した試作型のスーツ。一見これまでのスーツと見た目は変わらないが、その実態はデザイン用に見た目だけ整えられたもので、前述したようなパワーアップ機能や飛行機能などの類は一切搭載されていない。言わば戦闘能力は皆無のただのコスプレ衣装である。一応指先やベルトに様々な「ツール」が内蔵されているが、そのほとんどはアーミーナイフやカラオケ機能など、しょうもないものばかりである。

## 登場人物
スラッシュの右側はクロスレンジャー変身後の名称

### クロスレンジャー
天堂 陽司（てんどう ようじ） / レッドエンジェル
全話登場。
主人公。16歳。正義感と喧嘩が強く真面目な性格である。戦隊ものに憧れ、クロスレンジャースーツの完成をかねてから待ちわびていた。後に兄の天晴がクロスレンジャースーツを売ると発言した際にも当然反対した。空手部所属の自称エースで、空手のスキルをクロスレンジャーとしての活動に生かしていると主張している。比較的硬派な性格であるが、友人を大切に思い、そのために過激な行動に出ることもあるものの、信頼関係を築いている。卑怯な行動に対して断固許さず、魂の友と称した親友を天晴が勝手に人体実験をする行為を厳しく追及した。金銭事情の影響か普段はいつも学制服を着用している。ただ夏服での登場は11話の1回のみでかなり貴重である。学ランは冬でも前をはだけており、Tシャツを晒している。回想シーンで登場した子供時代の服装はTシャツ、半ズボンという出で立ちである。
東風院 雅（とうぷういん みやび） / ブルーエンジェル
第1話以外全話登場。
陽司のクラスメート。金持ちの息子で、家は立派なお屋敷である。陽司とは幼稚園で出会って以来、常にライバル心を燃やし、度々デッドヒートを繰り返している。趣味はクラシック音楽鑑賞。
天堂 つばさ（てんどう つばさ） / ピンクエンジェル
第1話から第8話と最終話登場。
陽司の妹。13歳。料理が得意で、手料理は陽司に称賛されている。クロスレンジャーとしての活動はあまり積極的ではなく、嫌々やっているという傾向がある。天晴がクロスレンジャースーツを売ると発言した際も賛成し、無くなっても困るという概念は微塵も無かった。おしゃれに拘っている傾向があるが、金銭事情であまり服を持っておらず、天晴の仕掛けた罠で破壊されたこともある。
豪 ひろみ（おーすとらりあ ひろみ） / グリーンエンジェル
第1話以外全話登場。
陽司のクラスメート。モヒカン頭で、7歳の時に身長が190cmあった。怖い顔つきのため周囲から恐れられており、実際にぐれていた時期があった。現在は温厚な性格で、園芸部所属。趣味はお花作りである。天晴による人体実験に幾度も巻き込まれ、第10話では巨大なハムスターにされた挙句、良明に「ハムバーグ」として肉を食べられた。最終話では微妙に姿が変わりフェレットになったが、周囲の人物にはイタチと思われていた。
『突撃!パッパラ隊』でもそっくりなキャラクター（名称の定義はない）がスター・システムとして何度か登場したことがある。

### イエローエンジェル
本作では複数のイエローエンジェルが登場する。しかし良明を除き全て出オチ的に重傷を負い、一話限りの人物である。
遙子（ようこ）
第5話のみ登場。
東風院家に仕えるメイド。短絡的な性格で東風院家に入ろうとした陽司やひろみを誤って撃ってしまったりする。
良明（よしあき）
第9話から第11話まで登場。
病院で陽司と出会った男の子。手術が怖いことを恐れていたが、陽司の励ましの言葉で手術を受ける。手術は性転換手術であり、以後イエローエンジェルとなり、他のイエローと違い継続して戦い続けた。陽司に仕えるため執拗に尾行を続け、ハムスターになったひろみの肉で猟奇的な弁当を手作りした揚句、勝手に高校に侵入し授業の邪魔をしたりもする。
前作の『突撃!パッパラ隊』でも良明と名乗る人物が登場するが、外見・職業とも異なり双方は別人である。ただしパッパラ隊の方でも性転換ネタで登場している。

### クロスレンジャーの敵
鋼玉 鉄乃（こうぎょく てつの）
第6話から登場。
2年生に進級した始業式の朝、曲がり角で陽司と出会い一目惚れする。「金玉」と言われることを非常に嫌っており、自己紹介の後に陽司から「金玉」と言われてしまったことが原因で過去のトラウマを思い出してしまう。家は「鋼鉄城」と称し、鋼鉄神軍の総統である。趣味は謎の研究、特技は勉強。普段は眼鏡を掛け、三つ編みという地味なスタイルである。
フォルミーカ
最終話のみ登場。
巨大昆虫を従えて地上征服しようとした地下巨大昆虫帝国の女王。
ミルキーウェイ
最終話のみ登場。
地球実験室化のため宇宙からやってきた宇宙人。
龍王子（りゅうおうこ）
最終話のみ登場。
世界ヤクザ「覇王会」（はおうかい）の総長。
I・リーン（アイ・リーン）
最終話のみ登場。
神聖魔法国ヴァジュラムの将軍。
凄まじい夜型らしく、登場時は終始眠そうにしていた。
- 最終話限定のキャラクター達は全て、「既にクロスレンジャーに倒された」という設定で登場した。

### その他
天堂 天晴（てんどう あまはる）
第1話から第5話、第7話から第8話、第10話から最終話まで登場。
陽司の兄。27歳。自称天才科学者と称し、クロスレンジャースーツを開発した。金の亡者であり、研究のために極貧状態となったために、「クロスレンジャーは売るために作った」と放言する。ひろみを動物にされて激怒した陽司によってギロチンの刑に処されたが、当該の次話で復活している。このパターンは松沢の前作、『突撃!パッパラ隊』でも死んだはずの登場人物が次話で復活しているケースと類似する。

## 読切
美少女ファイターみみかちゃん　
『増刊少年ガンガン』1996年冬期臨時増刊号に掲載。女子プロレスを題材とした作品で、プロレス世界一を目指す少女の話をギャグ風に纏めている。
カレーの戦士ターバン　
『増刊少年ガンガン』1997年秋期臨時増刊号に掲載。カレー好きで知られる原作者・松沢にちなみ、カレーを題材としたギャグ作品である。また、一部松沢の他作品の登場人物がスター・システムとして登場している。
ルシファードール　
『増刊少年ガンガン』1997年冬期臨時増刊号に掲載。魔王を題材としたファンタジー作品。魔王の魂を封じた人形を持つ謎の少女を主人公とする。作者曰く「これからはヌイグルミが来る」と思って執筆したらしい。

## サブタイトル
| 単行本 | 話数 | 収録話                       | 書籍情報                       |
| ------ | ---- | ---------------------------- | ------------------------------ |
| 第1巻  | 1    | クロスレンジャー大地に立つ   | 2001年9月発売 ISBN 475750537X  |
| 第1巻  | 2    | 悪の組織大地に立つ           | 2001年9月発売 ISBN 475750537X  |
| 第1巻  | 3    | 燃えるダイナソー軍団         | 2001年9月発売 ISBN 475750537X  |
| 第1巻  | 4    | 轟け!! クロスバズーカ!       | 2001年9月発売 ISBN 475750537X  |
| 第1巻  | 5    | ウイルスの恐怖!!             | 2001年9月発売 ISBN 475750537X  |
| 第1巻  | 6    | 鋼鉄神軍 強襲!!              | 2001年9月発売 ISBN 475750537X  |
| 第1巻  | 7    | 嵐の前                       | 2001年9月発売 ISBN 475750537X  |
| 第2巻  | 8    | クロスレンジャー最大の危機   | 2001年12月発売 ISBN 4757505981 |
| 第2巻  | 9    | 特訓大作戦!!                 | 2001年12月発売 ISBN 4757505981 |
| 第2巻  | 10   | 蘇れ!! 炎の友情パワー        | 2001年12月発売 ISBN 4757505981 |
| 第2巻  | 11   | 激動の世紀                   | 2001年12月発売 ISBN 4757505981 |
| 第2巻  | 12   | ラスト・スーパーヒーロー     | 2001年12月発売 ISBN 4757505981 |
| 第2巻  | 読切 | 美少女ファイターみみかちゃん | 2001年12月発売 ISBN 4757505981 |
| 第2巻  | 読切 | カレーの戦士ターバン         | 2001年12月発売 ISBN 4757505981 |
| 第2巻  | 読切 | ルシファードール             | 2001年12月発売 ISBN 4757505981 |